# Saint-Péreuse
Saint-Péreuse è un comune francese di 287 abitanti situato nel dipartimento della Nièvre nella regione della Borgogna-Franca Contea.

## Società

### Evoluzione demografica
Abitanti censiti